# MkLeo
Leonardo López Pérez, connu sous le pseudonyme de MkLeo, né le 20 janvier 2001 à Mexico, est un joueur professionnel de Super Smash Bros.. Considéré comme le meilleur joueur de Super Smash Bros. for Nintendo 3DS / for Wii U à la sortie de l'opus suivant de la série, Ultimate, MkLeo poursuit sa domination sur les compétitions sur ce dernier.

## Biographie
Perez grandit à Naucalpan de Juárez chez ses parents en compagnie de son frère aîné. Il commence à jouer à Super Smash Bros. à l'âge de sept ans. L'année suivante, il remporte son premier tournoi à Mexico lors d'une convention sur les anime japonais.
En 2015, Leonardo López Pérez remporte des tournois au Mexique où il est rapidement considéré comme le meilleur joueur mexicain de Super Smash Bros. for Nintendo 3DS / for Wii U. Sa victoire au tournoi Smash Factor 4 en 2015 contre Ramin « Mr. R » Delshad le propulse sur la scène esport internationale. Il est repéré par le joueur américain Jason Zimmerman, dit Mew2King, qui lui conseille de voyager aux États-Unis où il s'installe en 2016.
Après une première année difficile sur la scène étatsunienne, MkLeo s'entraîne huit heures par jour pour devenir le meilleur, guidé et conseillé par Mew2King. Il s'illustre en remportant la Canada Cup. Une semaine après avoir remporté le tournoi 2GGT: ZeRo Saga à Las Vegas en décembre, MkLeo signe un contrat avec la franchise d'esport américaine Echo Fox. En août 2019, MkLeo remporte le tournoi Evo disputé à Las Vegas et considéré comme le plus grand tournoi de Super Smash Bros.. 
Au début de l’année 2020, le mexicain est considéré comme le meilleur joueur. À la recherche d'un nouveau club après les déboires judiciaires d'Echo Fox, il est recruté par le club esport coréen T1 en février 2020. Les jeux vidéo lui permettent de sortir de la pauvreté et lui permet d'économiser un demi-million de dollars à ses 20 ans. Ses revenus proviennent de ses gains en tournoi, de la rémunération de son club, des revenus de ses chaînes sur les plateformes YouTube et Twitch qui comptent plus de 140 000 abonnés ainsi que des entraînements payants qu'il donne sur la plateforme Metafy à des joueurs amateurs. Ses revenus sont affectés par le Pandémie de Covid-19 et il préfère éviter les compétitions en ligne.